# 青瓷 (电视剧)
《青瓷》 是一部中国大陆的商战电视剧，改编自浮石的同名小说，由张国立、王志文领衔主演，故事讲述了张仲平是一家拍卖公司的总经理，原本生活与事业都十分顺心的他最近却面临了许多困难和考验。湖南卫视于2012年6月4日首播，2012年6月23日播毕；央视八套于2012年7月10日首播，2012年7月17日播毕。

## 剧情
为承揽胜利大厦拍卖业务，3D拍卖公司总经理张仲平派外甥徐艺带着50万现金去见胜利大厦的开发商左达，准备购买左达签署的拍卖推荐函。在左达的唆使下，徐艺与左达赌了一局，赌赢的徐艺轻松拿到了左达的拍卖推荐函，并省下了那50万。左达被两个澳门赌场追债人追踪，命他还清赌债，自知早已倾家荡产的左达跳楼自杀。而左达的死使周围人都怀疑起张仲平、徐艺刚刚拿到的推荐函到底是真是假，胜利大厦的拍卖成为了社会新闻。张仲平眼下不仅要想办法证实左达推荐函的真实性，同时要从扬帆启航地产管理公司拿到拍卖推荐函，进而从南区法院拿到拍卖委托书。正是在这一背景下，徐艺萌发了离开张仲平，自立门户的念头。
左达自杀事件招来了电视台新闻记者曾真，她是徐艺的同学与暗恋对象。曾真美丽、能干。初次见面，张仲平觉得曾真非常像自己的初恋女友夏雨。
有权参与决定胜利大厦最终委托给哪家公司拍卖的有两个人，一是扬帆启航地产管理公司的总经理颜若水，张仲平在生意上依赖于他。另一个是胜利大厦的包工头龚大鹏，为拿到左达生前欠他的工程款，他也在抓紧时间到处活动。
徐艺向曾真表白，被曾真拒绝，这使他的自尊心深受打击。他发誓要发财、混出个人样。借酒浇愁的他意外碰到了一直暗恋他的大学师妹辛然。为了保护辛然，徐艺与调戏辛然的小流氓打了起来，被抓进派出所。辛然求身为市委副秘书长的父亲周运年救徐艺。徐艺被释放后，和辛然迅速发展成恋人关系。
鲁冰是南区法院的院长，马上就要调任市中院执行局局长，原来就跟徐艺很熟，当徐艺知道他与周运年是战友的时候，自己创办拍卖公司的底气更足了。张仲平一直把外甥徐艺当亲生儿子看待，听说他要自立门户开办拍卖公司，很是吃惊。
因为长时间接触，张仲平与曾真互生好感，一次曾真身陷危难，张仲平奋力相救，自此，二人开始相恋，但彼此约定，只保持精神恋爱。
徐艺的拍卖公司注册下来了，首次的艺术品拍卖会非常成功，徐艺野心膨胀，决心要超过张仲平。徐艺暗中介入胜利大厦的拍卖，大量运用一些潜规测手段。与此同时，张仲平也在为拿到此业务而大显神通。
张仲平察觉到颜若水脚踏两只船，一边暗示自己多送礼，一边却与徐艺打得火热，用一张拍卖推荐函吊着自己和徐艺两家公司，张仲平觉得很不安全。
就在张仲平一家被推荐为“和谐之家”侯选对象的同时，张仲平的妻子唐雯早已敏感地意识到自己的婚姻与家庭正面临着极度威胁，但她不动声色，以超常的隐忍与智慧，开展了家庭的保卫战。
曾真的舅舅胡海洋与张仲平一直有生意往来，当他发现曾真与张仲平的恋情后，告诫曾真做小三只会伤害别人并最终伤害自己。
徐艺在生意场上不按规矩出牌的做法，逐渐让鲁冰、颜若水等人深感不满。颜若水最终决定抛弃徐艺，在收取徐艺大量贿赂后给徐艺一张伪造的拍卖推荐函。张仲平却在此时揭露了颜若水大肆向自己和徐艺索要贿赂的丑恶嘴脸，与颜若水一刀两断。
当徐艺得知因为推荐函是伪造的，而导致自己彻底失去一单拍卖业务时，徐艺发了疯地去找颜若水算账，却发现颜若水已经被检察院逮捕。而辛然在得知徐艺背叛自己与颜若水的小姨子祁雨鬼混后，也离开了徐艺。人财两空的徐艺准备跳楼自杀，张仲平和唐雯及时赶到，挽救了徐艺，徐艺终于认识到因为自己的贪欲而导致的错误。
曾真最终远走他乡，结束了她与张仲平的精神恋爱。张仲平也意识到了家庭的宝贵，回到了唐雯身边。
张仲平与徐艺走上了检察院的台阶，准备自首，要在今后重新做回一个正直善良的人。

## 演员
| 演員   | 角色   | 介紹 |
| 张国立 | 颜若水 |      |
| 王志文 | 张仲平 |      |
| 韩雨芹 | 曾真   |      |
| 李菲儿 | 周辛然 |      |
| 王海燕 | 唐雯   |      |
| 李洪涛 | 丛林   |      |
| 刘敏   | 江小璐 |      |
| 郑晓宁 | 周运年 |      |
| 章申   | 胡海洋 |      |
| 叶倩云 | 祁雨   |      |
| 杜江   | 徐艺   |      |

## 节目变迁
| 湖南卫视 金芒果独播剧场 每天19:30 （周日至周四两集连播，周五，周六只播一集） | 湖南卫视 金芒果独播剧场 每天19:30 （周日至周四两集连播，周五，周六只播一集） | 湖南卫视 金芒果独播剧场 每天19:30 （周日至周四两集连播，周五，周六只播一集） |
| ---------------------------------------------------------------------------- | ---------------------------------------------------------------------------- | ---------------------------------------------------------------------------- |
|                                                                              | 青瓷 （2012.06.04 - 2012.06.23）                                             |                                                                              |
| 新乌龙山剿匪记 （2012.05.15 - 2012.06.03）                                   | 天涯明月刀 （2012.06.24 - 2012.07.14）                                       |                                                                              |

| 央视八套 每天19:00五集连播 | 央视八套 每天19:00五集连播               | 央视八套 每天19:00五集连播 |
| -------------------------- | ---------------------------------------- | -------------------------- |
|                            | 青瓷 （2012.7.10 - 2012.7.17）           |                            |
| 苍天圣土 （待查）          | 鹰巢之预备警官 （2012.7.18 - 2012.7.24） |                            |